# Narcisse Trullard
Narcisse Trullard, né le 29 octobre 1738 à Seurre et mort le 12 décembre 1805 à Glanon, était un militaire et un homme politique français.

## Biographie
Trullard suit une carrière militaire au sein du génie et est officier lorsque débute la Révolution. Il se montre immédiatement très favorable aux idées de cette dernière.
Le 7 septembre 1792 il est élu député de la Côte-d'Or à la Convention nationale, le huitième sur dix, avec 214 voix sur 363 votants. Il se rallie aux Montagnards, et lors du procès du roi vote contre l'appel au peuple, pour la mort et contre le sursis à l'exécution. 
Narcisse Trullard appartient au groupe Bourguignon à la Convention avec Claude Basire, Louis-Bernard Guyton-Morveau, Claude-Antoine Prieur-Duvernois dit de la Côte d'Or, Charles-François Oudot, Florent-Guiot, Marc Antoine Baudot et Théophile Berlier. 
En 1793 il est envoyé en mission auprès de l'armée des côtes de La Rochelle et supervise ainsi les actions menées contre les Vendéens. Il se rend ensuite à Brest, Lorient, aux îles d'Aix d'Oléron et de Ré, puis est attaché à l'armée du Nord.
Dunkerque se trouve dans une position géographique stratégique pour les Anglais. Si elle est prise, ils contrôlent de part et d'autre le pas de Calais.
Le 23 août 1793, le duc Frederick, duc d'York et Albany, le fils cadet du roi George III, fait le siège de la ville de Dunkerque avec 18 000 Anglais, réunis à 22 000 Austro-Hanovriens de Wilhelm von Freytag.

À la séance de la Convention du 27 août 1793, Lazare Carnot prend la parole :
« Vous savez que Dunkerque est assiégé ; vous savez avec quelle vigueur les citoyens et la garnison de cette ville ont répondu à la sommation qui leur a été faites de rendre la ville. Ils demandent que la Convention leur envoie deux de ses membres pour soutenir le courage des habitants de ce pays. En conséquence, le Comité de salut public vous propose d'envoyer dans le département du Nord les citoyens Trullard et Berlier. » La proposition de Carnot est décrétée
il fut envoyé en mission à Dunkerque et y fit preuve d'un certain courage.
Le général Joseph Souham a sous ses ordres l'adjudant-général Lazare Hoche pour défendre la ville. Lazare Hoche opère plusieurs sorties qui rendent le siège trop difficile à conduire pour les Anglais qui se replient le 8 septembre 1793 grâce à l'intervention de l'armée du général Jean Nicolas Houchard qui a battu l'armée anglaise à la Bataille de Hondschoote.

Les conventionnels Théophile Berlier et Narcisse Trullard transmettent un rapport à Jean-Baptiste Bouchotte, ministre de la Guerre :
« Les représentants du peuple envoyés près Armée du Nord à Dunkerque.
Au ministre de la Guerre.
Nous vous prévenons, Citoyen ministre que nous venons de nommer provisoirement...
Nous avons appelé l'adjudant Général Hoche au grade de Chef de brigade. L'activité et l'intelligence qu'à montré cet officier pendant le siège de cette place, nous a portés à lui accorder cet avancement ; nous l'avons attaché à la Division commandée provisoirement par le Général Carrion.
Nous avons lieu de présumer que vous ne trouverez aucun motifs contre ces nominations, nous étant fait assurer d'avance du civisme et du mérite de ces officiers.
signé : T. Berlier, Trullard.».
Il participe le 8 septembre à la Bataille de Hondschoote et fait preuve d'un grand courage, manquant de peu d'être tué par un boulet de canon anglais, dont il fait ensuite hommage à la Convention.
En août 1794 il prend la direction de l’Établissement national d'épreuves installé au Château de Meudon, une fabrique d'aérostats créée par Guyton-Morveau. Il rend à ce dernier la direction en février 1795.
Son mandat terminé, Trullard n'est pas réélu aux Conseils et devient commissaire du Directoire dans la Côte-d'Or, puis se retire dans la vie privée. Il meurt en 1805 à l'âge de 67 ans.

## Source
- « Narcisse Trullard », dans Adolphe Robert et Gaston Cougny, Dictionnaire des parlementaires français, Edgar Bourloton, 1889-1891 [détail de l’édition]